# Boy Waterman
Pour les articles homonymes, voir Waterman.
Boy Waterman est un footballeur néerlandais né le 24 janvier 1984 à Lelystad. Il évolue au poste de gardien de but.

## Palmarès

### En club
APOEL Nicosie
- Championnat de Chypre
  - 2016, 2017, 2018 et 2019.
- Coupe de Chypre
  - Finaliste : 2017.

### En sélection
Pays-Bas espoirs
- EURO Espoirs
  - Vainqueur (1) : 2007